# Xã Grace, Quận Chippewa, Minnesota
Xã Grace (tiếng Anh: Grace Township) là một xã thuộc quận Chippewa, tiểu bang Minnesota, Hoa Kỳ. Năm 2010, dân số của xã này là 95 người.